# Battaglia di Chester Station
La battaglia di Chester Station fu un episodio minore della campagna di Bermuda Hundred della guerra di secessione americana.

## Contesto
Nel corso nella campagna di Bermuda Hundred le forze nordiste condussero un'operazione per sabotare la linea ferroviaria tra Richmond e Petersburg poco fuori di Drewry's Bluff. Qui si scontrò con due brigate confederati guidate dal maggiore generale Robert Ransom

## La battaglia
Le due unità incaricate dell'operazione di sabotaggio erano guidate da maggiore O. S. Sanford del 7º reggimento di fanteria del Connecticut e dal colonnello C. J. Dobbs del 13º reggimento di fanteria dell'Indiana. Questi, giunti nei pressi di Chester Station si scontrarono con i confederati. Dopo una serie di scontri i nordisti, inferiori per numero, furono costretti a ritirarsi.